# 14 (Kitajski poker)
14 oz. KITAJSKI POKER (ena izmed variacij)
- za 4 do 5 igralcev
Karte premešamo. Vsak igralec jih prejme 7 (iz standardnega paketa dvainpetdesetih kart), tisti ki bo igro začel prvi (recimo najmanjši), pa jih dobi 8. Ostale karte se položijo na kupček na sredini mize. Igralci si ogledajo svoje karte in glede na to, kako ocenijo možnost za svojo zmago, stavijo število žetonov (lahko uporabite tudi bankovce od igre Monopoli). Za zmago je potreben tudi kanček sreče, vse se lahko obrne! Smisel igre je zbrati pare, ki skupaj, dva po dva, tvorijo število 14.
Pari:
Kralj pomeni število 13, As število 1, Dama (12) in Dvojka (2), Pubec (11) in Trojka (3), ter vse kombinacije dveh kart, katerih seštevek znaša 14 (10+4, 9+5, 8+6, 7+7 ... ipd.) 
Vsi pari kart, ki vsebujejo “obraz” (kralj, dama in pubec), štejejo za 100 točk, za ostale pare jih pridobimo 30. 
Zmaga tisti, ki zbere vsaj 330 točk (recimo dva para z “obrazi” in en par številk, na primer 9 in 5) in ima vse karte po parih.

Obstaja še dodatek oz. “bum”, kar pomeni, da če nekdo pred nami odloži karto, kateri imamo mi v rokah še dve (recimo če nekdo odloži sedmico, mi pa imamo v rokah dve sedmici), zakličemo “bum” in tako prehitimo soigralce (podobno kot v igri Enka). 
Karto, ki nam sestavi to trojico vzamemo in jo položimo na mizo, dodamo pa ji še tisti dve, ki jih imamo v rokah (vse karte na mizi so zmeraj obrnjene tako, da jih vidijo vsi). “Bum” ima prednost pred ostalimi akcijami, razen, če je nekdo potreboval ravno to karto za zmago (če imamo tri dame, kralje ali pubece, je to 200 točk, drugače 100). Za nagrado si lahko vzamemo eno karto iz kupčka (te ne pokažemo soigralcem), eno pa nato odvržemo pred sabo (lahko tudi to, ki smo jo dobili, če nam ne paše), da je na voljo naslednjemu igralcu. Če imamo v rokah ali na mizi vse pare in čakamo samo na eno karto, ima naša zmagovalna akcija prednost pred vsemi (recimo, če imamo pubeca, čakamo na dvojko in zmagamo, ko nekdo odvrže to število ne glede, če smo na vrsti ali ne).

Potek igre s primeri:
Igralci odlagajo karte pred sabo v navpični liniji in tako, da jih vidijo vsi (od kupčka proti sebi). Prvi igralec odloži eno izmed kart (tisto za katero predvideva, da je ne potrebuje). Igralec, ki je v vrsti za njim lahko to karto uporabi (recimo, če je ta karta dvojka, ona pa ima pri sebi pubeca, takrat jo vzame in jo odloži predse, doda pa še pubeca iz rok) ALI iz kupčka na sredini vzame novo, ki jo položi pred sabo tako, da jo vidijo vsi igralci. Pari se zbirajo v rokah (tisti, ki smo jih dobili že na začetku ne rabimo povedati igralcem, da jih imamo) in na mizi v vodoravni liniji bližje sebi.

Zmagovalec pobere vse stave in igra se konča (ali nadaljuje). :)